# Thomas Charles Farrer

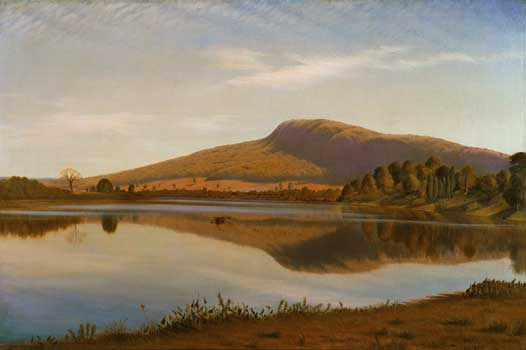
Mount Holyoke, 1865

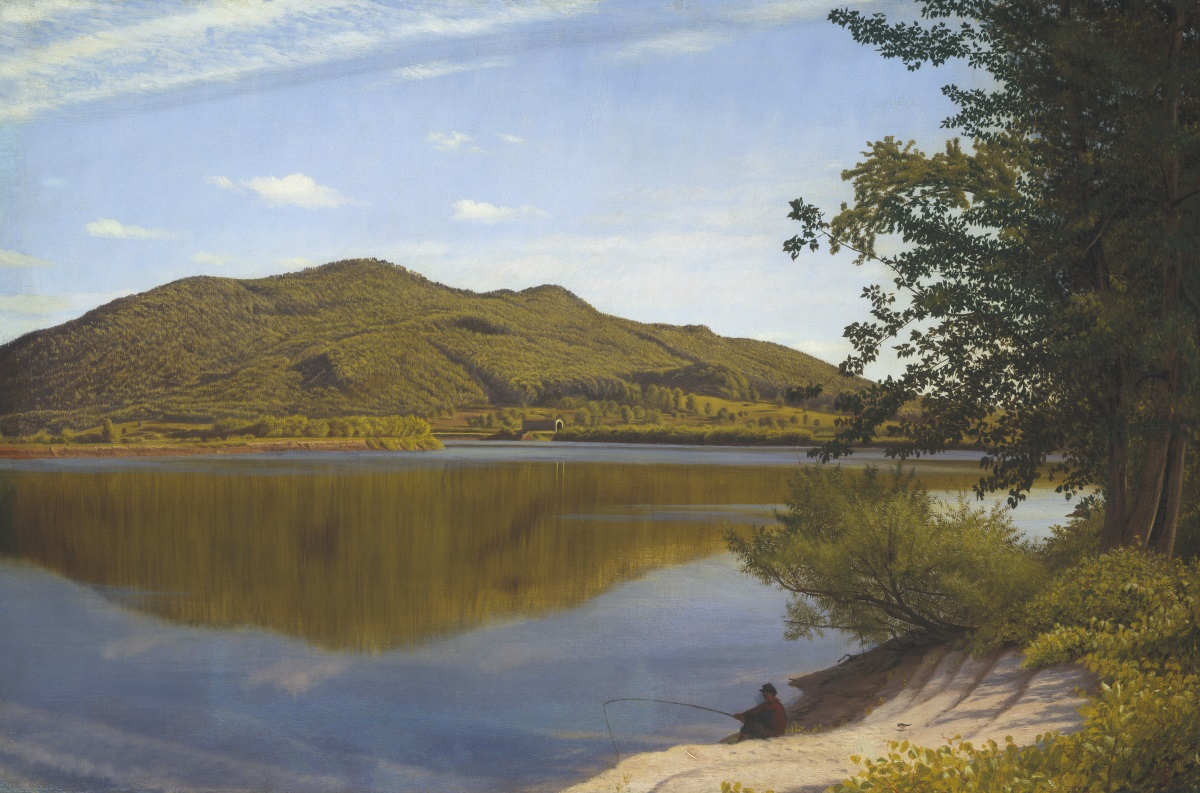
Mount Tom, 1865

Thomas Charles Farrer (* 16. Dezember 1838 in London; † 16. Juni 1891 ebenda) war ein englischer Maler und Mallehrer, der auch in den USA arbeitete. Einer seiner Studenten war Francis Lathrop.

## Leben und Wirken
Er lernte in der Malschule von John Ruskin und kam 1858 nach New York, wo er ein erfolgreicher Mallehrer war. Er diente im Sezessionskrieg in der Union Army. 1869 kehrte er nach London zurück.
Er stellte in der National Academy in New York City Field-Lily und Twilight on the Hudson (1867) aus; Beach at Hastings und English Farm (1871); Caernarvon Castle, Wales und Interior of St. Mark's, Venice (1872); Sunset (1875); Yorkshire Trout Stream, Coming through the Lock, und Rochester Castle (1878). Er stellte auch in der Royal Academy in London aus.

## Familie
Farrers Bruder Henry Farrer war Maler und Radierer. Er kam 1863 nach New York, wo er als Aquarellist und Landschaftsmaler Anerkennung fand. Er war Mitglied des New York Etching Club und der American Society of Painters in Watercolors. Henrys Hauptwerke waren On the East River, A Hot Day, A Calm Afternoon, Sunset, Coast of Maine, The Silent Tongue, The Old Homestead at Twilight und November Day. Er nahm mit A Windy Day und The Old House on the Hill an der Centennial Exhibition in Philadelphia teil und mit A Quiet Pool an der Pariser Ausstellung in 1878.